# Montreuil-Bonnin
Montreuil-Bonnin foi uma comuna francesa na região administrativa da Nova Aquitânia, no departamento de Vienne. Estendia-se por uma área de 25,76 km². Em 2010 a comuna tinha 651 habitantes (densidade: 25,3 hab./km²).
Em 1 de janeiro de 2019, passou a fazer parte da nova comuna de Boivre-la-Vallée.